# 林康侯

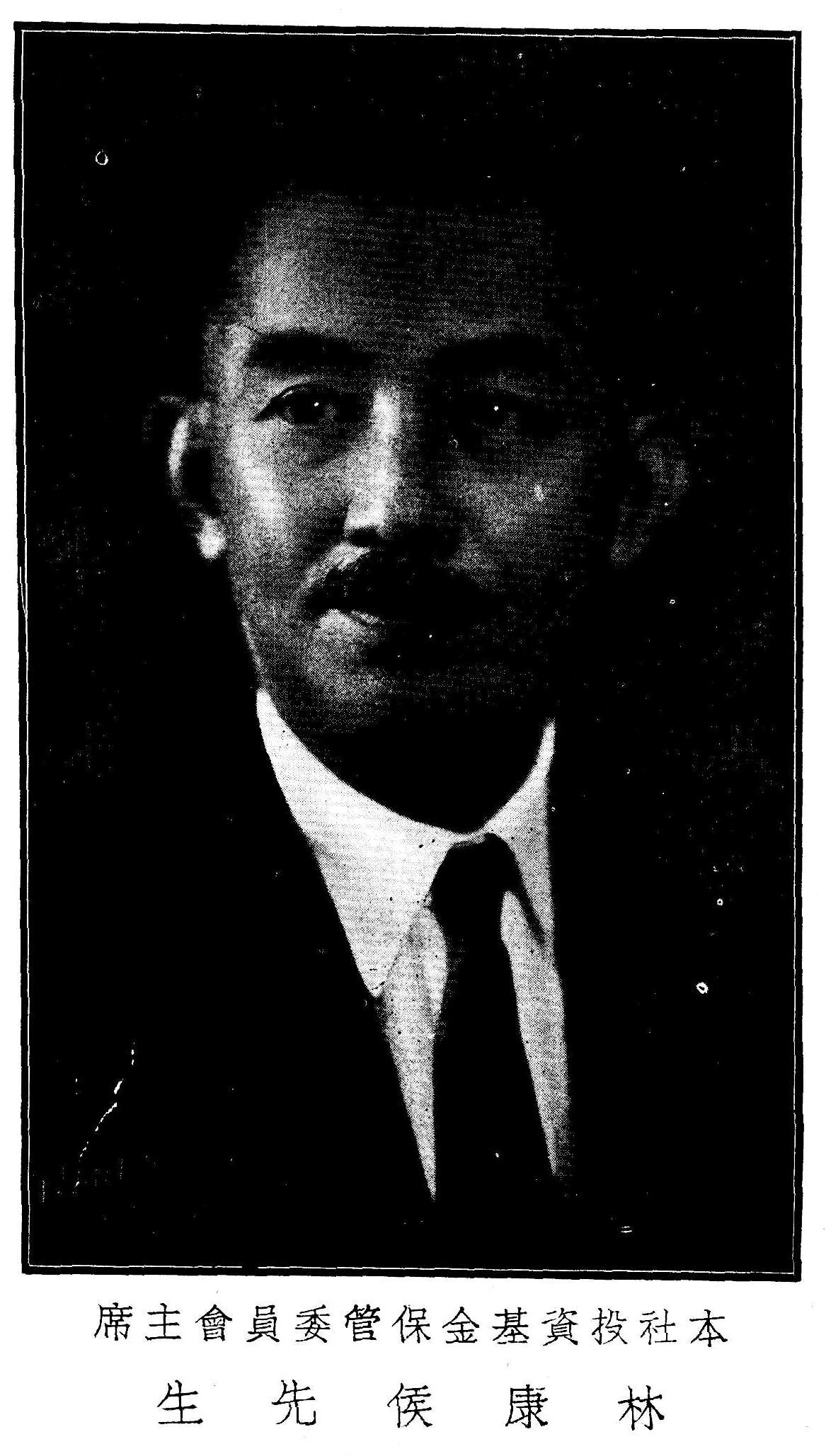

林康侯（1876年12月10日—1964年10月28日），名祖溍，祖籍浙江宁波，出生于上海，抗战时期“上海三老”之一（另二人是袁履登和闻兰亭）。

## 生平
林康侯早年毕业于上海南洋公学师范学院，后前往日本考察教育。回国后任南洋公学小学堂（今上海市南洋模范中学）堂长、中学部教员兼学堂总务长。其后从事金融业，曾任新華儲蓄銀行经理、中華滙業銀行经理等。1927年起，担任过上海银行公会秘书长、上海总商会主席、国民政府财政会议委员、全国商会联合会主任委员等职。1932年出任财政部常务次长，同年调任政务次长。次年任全国航空建设会委员。抗日战争期间曾任中国红十字总会常务理事，1941年任振济委员会常务委员。后加入汪精卫政权，历任上海特别市银行公会秘书长、全国商业统制总会秘理事、中国实业协会理事长等。抗战结束后以汉奸罪被捕，1948年获释。后赴香港定居，1964年逝世。

## 延伸阅读
[在维基数据编辑]
 《海上名人傳·林康侯》，出自《海上名人傳》
 在维基共享资源阅览影像